# Хмельницкое (Волынская область)
Хмельницкое (укр. Хмельницьке) — село на Украине, находится в Марьяновской поселковой общине Луцкого района Волынской области.
Код КОАТУУ — 0720881303. Население по переписи 2001 года составляет 266 человек. Почтовый индекс — 45745. Телефонный код — 3379. Занимает площадь 7,543 км².

## История
В 1946 году указом ПВС УССР село Баторовка переименовано в Хмельницкое.